# Poxviridae
Poxviridae són una família de virus que poden infectar tant a animals vertebrats com a invertebrats. El prototip de la família poxviridae és el virus vaccinia, el qual s'ha utilitzat amb èxit per erradicar la verola o pigota.

## Estructura
Les partícules virals dels Poxviridae (virions) estan envoltades per substàncies que també són infeccioses. La forma és variable segons les espècies però normalment semblen un maó o un maó arrodonit. El virió és excepcionalment gros i fa uns 200 nm de diàmetre i 300 nm de llargada i porta el seu genoma en doble capa linear d'ADN. Comparat amb el, Rhinovirus aquest només té una mida del 10% d'un virió de Poxviridae.

## Replicació
La replicació d'un poxvirus passa per diferents estadis. El primer que fa aquest virus és unir-se a un receptor en la superfície de la cèl·lula; es creu que el receptor són els Glucosaminoglucans (GAGs). Dins la cèl·lula es replica ràpidament en unes 12 hores.

## Taxonomia
El nom de la família, Poxviridae, és una herència del virus de la verola o pigota (pox) de la pell.
Hi ha quatre gèneres de poxvirus que poden infectar els humans: orthopox, parapox, yatapox i molluscipox.
- Orthopox: virus de la verola o pigota (erradicat);
- Parapox: virus de la pseudoverola bovina;
- Yatapox: virus tanapox, virus del tumor del mico Yaba;
- Molluscipox: molluscum contagiosum (MCV).[3]

Inclou els següents gèneres:
- Subfamília Chordopoxvirinae
  - Gènere Orthopoxvirus; espècie tipus: Vaccinia virus; malalties: varola bovina, vaccinia, petita varola
  - Gènere Parapoxvirus; espècie tipus: Orf virus
  - Gènere Avipoxvirus; espècie tipus: Fowlpox virus
  - Gènere Capripoxvirus; espècie tipus: Sheeppox virus
  - Gènere Leporipoxvirus; espècie tipus: Myxoma virus
  - Gènere Suipoxvirus; espècie tipus: Swinepox virus
  - Gènere Molluscipoxvirus; espècie tipus : Molluscum contagiosum
  - Gènere Yatapoxvirus; espècie tipus: Yaba monkey tumor virus
- Subfamília Entomopoxvirinae
  - Gènere Entomopoxvirus A; espècie tipus: Melolontha melolontha entomopoxvirus
  - Gènere Entomopoxvirus B; espècie tipus: Amsacta moorei entomopoxvirus
  - Gènere Entomopoxvirus C; espècie tipus: Chironomus luridus entomopoxvirus

Les següents famílies no estan actualment assignades a un gènere:
- Pox virus dels cetacis[4]
- Virus cotia (CPV)[5][4]
- Poxvirus del dofí (DOV)[6]
- Pox virus del cangur gris[4]
- 'Virus de la marmoset (MPV)[7][4]
- Poxvirus dels mol·luscs (MOV)[8][4]
- Pox virus del cérvol mula (DPV)[9][4]
- Poxvirus Quokkapox (QPV)[10][4]
- Poxvirus del cangur vermell[11][4]